# Ágreda
Ágreda é um município da Espanha na província de Sória, comunidade autónoma de Castela e Leão. Tem 164,93 km² de área e em 2021 tinha 3 006 habitantes (densidade: 18,2 hab./km²).

## Demografia
| Variação demográfica do município entre 1991 e 2004 | Variação demográfica do município entre 1991 e 2004 | Variação demográfica do município entre 1991 e 2004 | Variação demográfica do município entre 1991 e 2004 |
| --------------------------------------------------- | --------------------------------------------------- | --------------------------------------------------- | --------------------------------------------------- |
| 1991                                                | 1996                                                | 2001                                                | 2004                                                |
| 3687                                                | 3521                                                | 3351                                                | 3215                                                |